# Мелфалан
Мелфалан (торговые наименования «Алкеран», «Сарколизин») — это цитостатический противоопухолевый химиотерапевтический лекарственный препарат алкилирующего типа действия из группы производных бис-β-хлорэтиламина. Мелфалан известен также как L-фенилаланин мустард, или сокращённо L-PAM, поскольку он является фенилаланиновым производным мехлоретамина.

## Механизм действия
Мелфалан по своему механизму действия является алкилирующим препаратом, то есть присоединяет алкильную группу (CnH2n+1) к молекуле ДНК. При этом алкильная группа присоединяется к гуаниновым основаниям в молекуле ДНК, у 7-го атома азота в имидазольном кольце гуанина.
Мелфалан менее токсичен, чем мехлоретамин и новэмбихин. Резистентность опухолевых клеток к мелфалану также развивается медленнее, чем к мехлоретамину. Вследствие этого мелфалан и оксазафосфорины практически вытеснили мехлоретамин из применения.
Резистентность опухолевых клеток к мелфалану развивается медленнее, чем к циклофосфамиду, ифосфамиду и другим производным оксазафосфорина. Однако мелфалан более токсичен по сравнению с оксазафосфоринами, и в особенности — более токсичен по сравнению с оксазафосфоринами для самых ранних стволовых клеток-предшественников гемопоэза. Это повышает риск постепенного истощения пула костномозговых клеток-предшественников и развития тяжёлой, длительной и даже необратимой миелосупрессии при длительном лечении мелфаланом, по сравнению с длительным лечением оксазафосфоринами. Поэтому для ряда клинических ситуаций, где теоретически применим мелфалан, протоколы с его включением считаются «резервными» (второй-третьей линии терапии), в то время как в первой линии терапии применяются менее токсичные препараты (в том числе те же оксазафосфорины).

## Показания к применению
Мелфалан используется для химиотерапевтического лечения миеломной болезни в комбинации с преднизолоном и талидомидом, а также для лечения рака яичников и иногда меланомы.
Изначально мелфалан изучался как лекарство от меланомы, но не показал существенной эффективности. Зато была обнаружена его противоопухолевая эффективность при миеломной болезни.
Также мелфалан в настоящее время используется в химиотерапевтическом лечении ретинобластомы глаза, частой злокачественной опухоли детского возраста. При этом мелфалан вводится внутриартериально, с помощью медленной пульс-инфузии непосредственно в центральную артерию сетчатки.